# Voogdij Blenio

Wapen van Bienio

De voogdij Blenio was een condominium van de kantons Uri, Schwyz en Nidwalden van het Oude Eedgenootschap van 1495 tot de opheffing van het Oude Eedgenootschap in 1798. Hierna werd het het onderdeel van het kanton Bellinzona.